# Corybas puniceus
Corybas puniceus är en orkidéart som beskrevs av Tsan Piao Lin och W.M.Lin. Corybas puniceus ingår i släktet Corybas, och familjen orkidéer. Inga underarter finns listade i Catalogue of Life.